# 証券投資の日
証券投資の日（しょうけんとうしのひ)は、日本で株式・投資信託を始めとする投資活動に関する知識を、広く一般に普及・啓蒙する事を目的に、1996年（平成8年）より、10月4日に設定されている。単に投資の日とも呼ばれる。

## 制定
10月4日に設定されたのは、“104”を“投資”（とうし）の発音に掛けた語呂合わせである。

## イベント
現在、証券投資の日の前後の開催されるイベントを含め、証券投資や金融商品への一般投資家への知識普及・啓蒙活動は、日本証券業協会も属する「知識普及プロジェクト」が行なっている。

## 証券知識普及プロジェクト
このプロジェクトは、以下に示すように、証券業界に属する団体・組織からなる。
- 日本証券業協会
- 日本証券業協会 証券教育広報センター
- 投資信託協会
- 東京証券取引所
- 大阪証券取引所
- 名古屋証券取引所
- 札幌証券取引所
- 福岡証券取引所
- ジャスダック
- 名証取引参加者協会

上記以外、プロジェクト本体に参加しているわけではないが、関係を持っている国内の団体・組織としては、以下のものがある。
- 投資と学習を普及・推進する会
- 金融庁
- 金融広報中央委員会